# Bruno & Barretto
Bruno & Barretto é uma dupla sertaneja brasileira formada pelos amigos Bruno César Bortholazzi (Sertanópolis, 7 de maio de 1992), o Bruno, e André Luiz Evaristo Bonini Tavares (Alvorada do Sul, 23 de novembro de 1989), o Barretto. Em 2010, se conheceram na cidade de Londrina. São conhecidos por emplacarem as canções "Farra, Pinga e Foguete" e "Eu Quero é Rolo" na parada musical Brasil Hot 100 Airplay, publicada pela revista Billboard Brasil.

## Biografia
A ascensão da dupla sertaneja se deu a partir de vídeos que Barretto postava na internet, cantando músicas sertanejas de sucesso e conseguindo uma grande visibilidade virtual. Após chamar a atenção de empresários, que propuseram que a carreira de Barreto fosse construída como uma dupla sertaneja, o cantor Bruno foi convidado para integrar ao projeto.Além de terem ficado conhecidos após terem tido uma participação no programa Encontro com Fátima Bernardes, da Rede Globo, onde cantaram os maiores sucessos, viraram hit no YouTube. Lançaram um EP de sete músicas em 2014 e disponibilizaram seu álbum de estreia, Farra, Pinga e Foguete, em 2015.
Em fevereiro de 2021 foi divulgado que os cantores foram condenados a pagar uma indenização de 21 mil reais à família de uma idosa exposta em uma entrevista concedida em 2016 ao programa The Noite, do SBT. A sentença foi confirmada em segunda instância pelo Tribunal de Justiça de São Paulo.

## Discografia

### Álbuns
- Live in Curitiba - 2020

- Buteco Raiz (Só as Derramadas) - 2019

- Blessed (Tour USA)- 2018

- A Força do Interior - Ao Vivo em Londrina - 2016

- Farra,Pinga e Foguete - 2015

## Singles
| Ano  | Título                                             | Melhores posições | Álbum                                     |
| Ano  | Título                                             | BRA               | Álbum                                     |
| ---- | -------------------------------------------------- | ----------------- | ----------------------------------------- |
| 2015 | "Farra, Pinga e Foguete"                           | 5                 | Farra, Pinga e Foguete                    |
| 2015 | "Eu Quero é Rolo"                                  | 1                 | Farra, Pinga e Foguete                    |
| 2016 | "40 Graus de Amor"                                 | 1                 | A Força do Interior - Ao Vivo em Londrina |
| 2016 | "Tô Pouco Me Lixando" (part. Conrado & Aleksandro) | 1                 | A Força do Interior - Ao Vivo em Londrina |
| 2017 | "Lá Se Foi o Boi com a Corda" (part. DJ Kévin)     | 1                 | Apenas Single                             |
| 2017 | "Cópia Mal Feita"                                  | 8                 | Apenas Single                             |
| 2018 | "Bêbado no Máximo"                                 | 23                | Blessed                                   |
| 2018 | "Nega"                                             | 2                 | Blessed                                   |
| 2018 | "Bruto Memo"                                       | -                 | Apenas Single                             |
| 2019 | "Amor de Cana"                                     | 28                | Buteco Raiz (Só as Derramadas)            |
| 2019 | "Adeus Meu Amor"                                   | -                 | Apenas Single                             |
| 2020 | "Hoje Ela Paga"(part. DJ Kévin)                    |                   | Apenas Single                             |